# Rhododendron arboreum
Rhododendron arboreum là một loài thực vật có hoa trong họ Thạch nam. Loài này được James Edward Smith miêu tả khoa học đầu tiên năm 1805.

## Hình ảnh

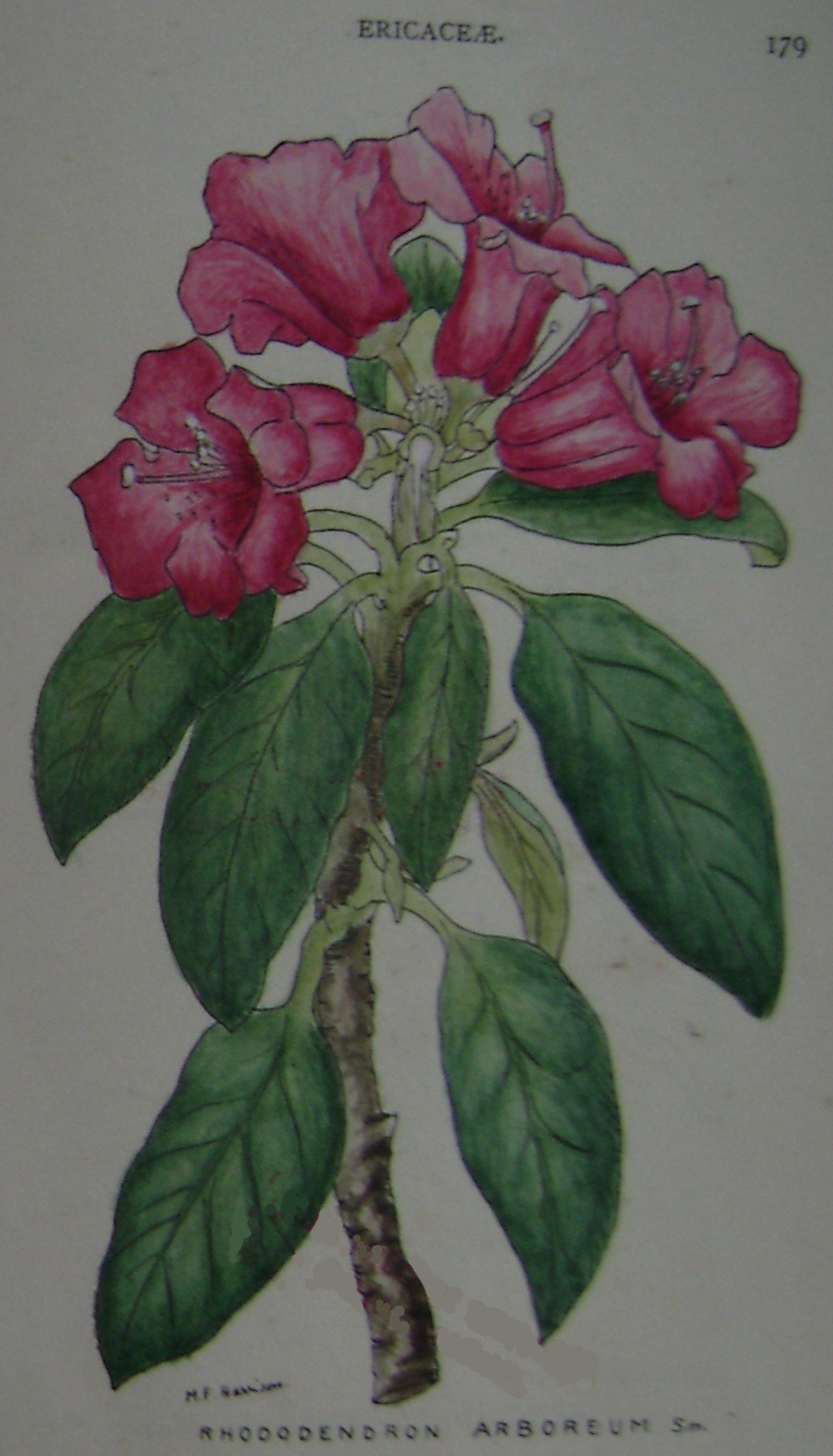
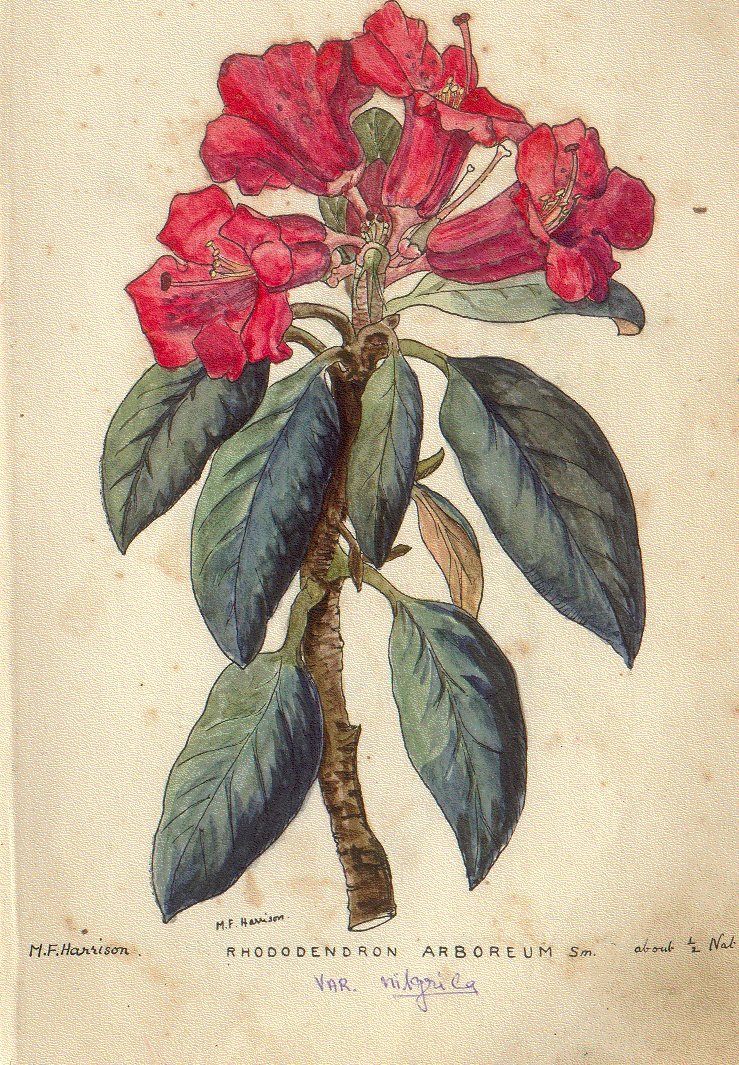
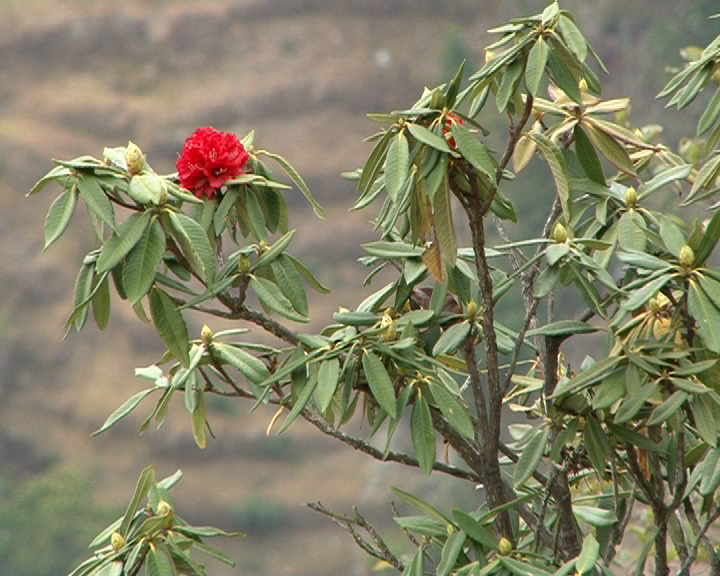
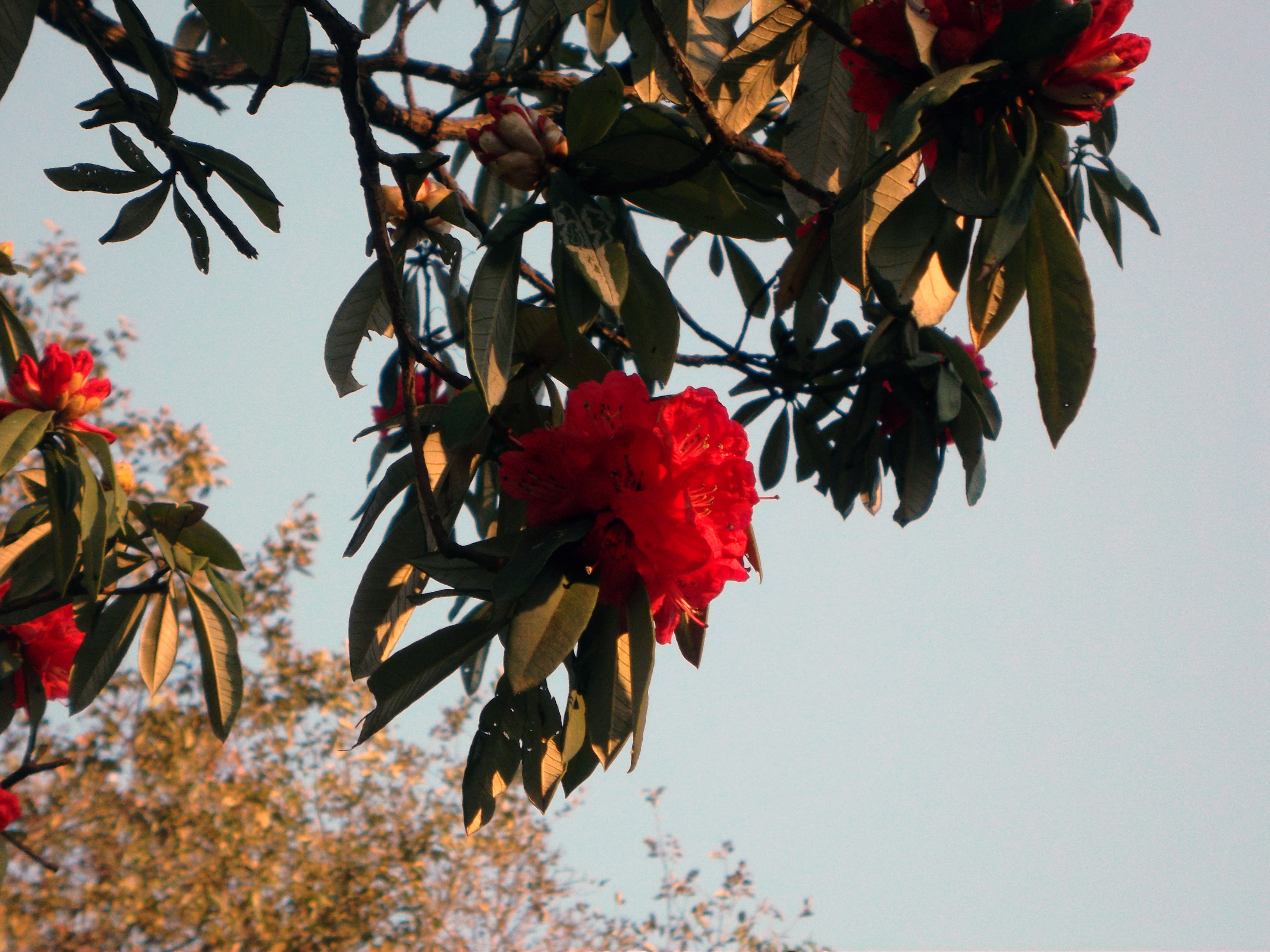